# Sinédrio (Portugal)
O Sinédrio foi uma associação secreta criada com o objectivo de preparar uma revolução. Criada em Portugal pelo juiz desembargador portuense Manuel Fernandes Tomás e por José Ferreira Borges, José da Silva Carvalho e João Ferreira Viana, no Porto a 22 de Janeiro de 1818. O seu nome deriva de uma organização homónima — o Supremo Tribunal judaico.
Embora não fosse uma organização de caráter maçónico, vários dos seus membros eram maçons.
A criação do Sinédrio dá-se após a revolução falhada que se tentara em Lisboa pelo General Gomes Freire de Andrade, o único que se via capaz de fazer frente ao marechal inglês Beresford, que visava o fim do domínio inglês sobre Portugal através da instauração de uma Monarquia Constitucional. A criação do Sinédrio é um dos sinais que antecederam a implantação do liberalismo em Portugal, e foi encorajado pela revolução espanhola de 9 de Março de 1820. Após a revolução liberal, que ocorreu na cidade do Porto a 24 de Agosto de 1820, a associação extinguiu-se, tendo alguns dos seus membros participado na Junta Provisional do Governo Supremo do Reino, que iniciou o período do liberalismo em Portugal.